# 马特奥·考维斯
马特奥·考维斯（英語：Matthew Cowles，1944年9月28日—2014年5月22日），美国演员和剧作家。

## 生平
马特奥·考维斯是演员兼剧作家查德尔·考维斯之子，出生于美国纽约州纽约市。
1983年，娶克里斯汀·芭伦斯基并有两个女儿。在《纽约时报》的妻子介绍中，评价他是对于德雷克斯银行和考维斯出版公司而言，是“家庭链中的害群之马”。他是一个摩托车的狂野爱好者。2014年5月22日，他死于充血性心力衰竭。

## 工作
1966年，马特奥·考维斯出演爱德华·阿尔比改编詹姆斯·珀迪的幽默剧《马尔科姆》，并在百老汇剧院剧院上映。
而他的第一个电视剧作则是在1969年的《N.Y.P.D.》。1978年，之后他提名日间艾美奖的最佳日间剧男主角。1981年日间艾美奖中他再次因《我所有的孩子》中的角色而被提名为最佳男配角。
马特奥·考维斯的第一部电影是1969年的喜剧《我和纳塔利》，剧中扮演哈维·波尔曼。这部电影也是阿尔·帕西诺的处女作。2010年，他在马丁·斯科塞斯的《禁闭岛》中扮演配角。

## 电影
- 《我和娜塔莉（英语：Me, Natalie）》(1969)
- 《线人》 (1973)
- 《击射（英语：Slap Shot (film)）》 (1977)
- 《盖普眼中的世界（英语：The World According to Garp (film)）》 (1982)
- 《奔向墨西哥（英语：Eddie Macon's Run）》 (1983)
- 《钱之坑（英语：The Money Pit） (1986)
- 《星条旗（英语：Stars and Bars (1988 film)）》 (1988)
- 《雪地黄金犬2（英语：White Fang 2: Myth of the White Wolf）》 (1994)
- 《乡巴佬征服纽约（英语：The Cowboy Way (film)）》 (1994)
- 《陪审员》 (1996)
- 《护士贝蒂（英语：Nurse Betty）》 (2000)
- 《禁闭岛》 (2010)

## 电视剧
- 《我所有的孩子（英语：All My Children）》 (1977–1980, 1984, 1989-1990, 2013[5])
- 《让世界转动（英语：As the World Turns）》 (1983)
- 《爱（英语：Loving (TV series)）》 (1986–1987)
- 《寂寞之鸽（英语：Lonesome Dove）》 (1989)
- 《庇护（英语：Asylum (Law & Order episode)）》
- 《大胆而美丽》 (1997)
- 《盎司》 (2003)
- 《火星生活（英语：Life on Mars (US TV series)）》 (2008–2009)

## 戏剧
- 《马尔科姆（英语：-{[[:en:[Malcolm (novel)|[Malcolm (novel)]]}-）》 (1966) [4]
- 《印第安纳人需要布朗克斯（英语：The Indian Wants the Bronx）》 (1968)
- 《你的时刻（英语：The Time of Your Life）》 (1969)[4]
- 《春浓满楼情痴狂（英语：Sweet Bird of Youth）》 (1975–1976) [4]
- 《脏笑话》（Dirty Jokes）